# Америкус (Џорџија)
Америкус (Џорџија) (енгл. Americus) град је у америчкој савезној држави Џорџија. По попису становништва из 2010. у њему је живело 17.041 становника.

## Демографија
Према попису становништва из 2010. у граду је живело 17.041 становника, што је 28 (0,2%) становника више него 2000. године.
| Група             | 2000.         | 2010.          |
| Белци             | 6.472 (38,0%) | 5.006 (29,4%)  |
| Афроамериканци    | 9.912 (58,3%) | 10.818 (63,5%) |
| Азијати           | 146 (0,9%)    | 302 (1,8%)     |
| Хиспаноамериканци | 423 (2,5%)    | 786 (4,6%)     |
| Укупно            | 17.013        | 17.041         |